# Sveriges Hudterapeuters riksorganisation
Sveriges Hudterapeuters riksorganisation, SHR, är en svensk branschorganisation och en ideell förening för hudterapeuter i Sverige. För att tas upp som medlem ställs bland annat krav på att man har adekvata kunskaper, att vara auktoriserad av SHR fungerar som en kvalitetsstämpel.
Riksorganisationen bildades 1955 och är en rikstäckande branschorganisation utan facklig eller politisk tillhörighet, som arbetar för att höja och vidmakthålla kompetensen och kvalitetsnivån inom hudvårdsyrket. SHR är anslutet till den internationella branschorganisationen CIDESCO, med säte i Schweiz.